# Lusius Storax
Lusius Storax (Teate, ... – I secolo) è stato un ricco liberto e uomo politico teatino. Gli venne conferito l'onore di seviro augustale e sacerdote.
Il nome completo, come si evince dall'iscrizione sul fregio del suo mausoleo, è Gaius Lusius Storax Romaniensis.
Fece completare la costruzione di un anfiteatro (Museo Archeologico "La Civitella") nella sua Teate (attuale Chieti), come sempre riportato nell'iscrizione funebre, nonché suggerito dalla scena dei gladiatori in combattimento,  ritratta nel fregio. 
Nella cerimonia di inaugurazione fece combattere i gladiatori. Nel suo monumento funebre a tempietto sono raffigurati un basso rilievo, la sua investitura e la battaglia dei gladiatori.
Il fregio monumentale, conservatori in 3 parti, fu rinvenuto nella necropoli romana del quartiere Santa Maria Calvona a Chieti, negli scavi di Vincenzo Zecca del 1888. Originalmente doveva adornare il frontone di un tempietto fatto erigere dallo stesso Storax in sua memoria. Si conserva un busto con il ritratto del liberto, che probabilmente componeva una statua intera.